# يوجين ريتشاردز
يوجين ريتشاردز (بالإنجليزية: Eugene Richards) (و. 1944 – م) هو مصور، ومصور أخبار من الولايات المتحدة الأمريكية .

## التعليم
تعلم في جامعة نورث إيسترن، ومعهد ماساتشوستس للتقنية.

## روابط خارجية
- يوجين ريتشاردز على موقع IMDb (الإنجليزية)